# Нови Бездан
Нови Бездан (мађ. Újbezdán) је насељено место у Барањи, општина Петловац, Република Хрватска.

## Географски положај
Нови Бездан је смештен у западном делу Барање, у микрорегији Барањске низине. Удаљен је 6 км југозападно од општинског седишта Петловца и 12 км југозападно од Белог Манастира, а лежи на надморској висини од 90 м. Налази се на раскрсницу жупанијскох путева Ж4040 ( Д517 — Нови Бездан) и неразврстаног пута, уз саму границу с Мађарском.
Аутобусним везама повезан је с Барањским Петровим Селом, Петловцем и Белим Манастиром.

## Становништво
На попису становништва 2011. године, Нови Бездан је имао 300 становника.
| Преглед броја становника по годинама пописа. | Преглед броја становника по годинама пописа. | Преглед броја становника по годинама пописа. | Преглед броја становника по годинама пописа. | Преглед броја становника по годинама пописа. | Преглед броја становника по годинама пописа. | Преглед броја становника по годинама пописа. | Преглед броја становника по годинама пописа. | Преглед броја становника по годинама пописа. | Преглед броја становника по годинама пописа. | Преглед броја становника по годинама пописа. | Преглед броја становника по годинама пописа. | Преглед броја становника по годинама пописа. | Преглед броја становника по годинама пописа. | Преглед броја становника по годинама пописа. |      |
| -------------------------------------------- | -------------------------------------------- | -------------------------------------------- | -------------------------------------------- | -------------------------------------------- | -------------------------------------------- | -------------------------------------------- | -------------------------------------------- | -------------------------------------------- | -------------------------------------------- | -------------------------------------------- | -------------------------------------------- | -------------------------------------------- | -------------------------------------------- | -------------------------------------------- | ---- |
| 1857                                         | 1869                                         | 1880                                         | 1890                                         | 1900                                         | 1910                                         | 1921                                         | 1931                                         | 1948                                         | 1953                                         | 1961                                         | 1971                                         | 1981                                         | 1991                                         | 2001                                         | 2011 |
| 0                                            | 415                                          | 521                                          | 511                                          | 608                                          | 596                                          | 681                                          | 624                                          | 600                                          | 592                                          | 541                                          | 520                                          | 444                                          | 376                                          | 329                                          | 300  |

- Исказије се као насеље од 1869.]

## Попис1991.
На попису становништва 1991. године, насељено место Нови Бездан је имало 376 становника, следећег националног састава:
| Попис 1991.‍  | Попис 1991.‍  | Попис 1991.‍ | Попис 1991.‍ | Попис 1991.‍ |
| ------------ | ------------ | ----------- | ----------- | ----------- |
|              |              |             |             |             |
| Мађари       | Мађари       |             | 329         | 87,50%      |
| Хрвати       | Хрвати       |             | 20          | 5,31%       |
| Срби         | Срби         |             | 3           | 0,79%       |
| неопредељени | неопредељени |             | 4           | 1,06%       |
| непознато    | непознато    |             | 20          | 5,31%       |
| укупно: 376  |              |             |             |             |

## Привреда
Становништно се бави пољопривредом и сточарством.

## Култура образовање и спорт
- Добровољно вартрогасно друштво Нови Бездан
- Културно друштво за неговање обичаја Мађара Нови Бездан
- Културно-уметничко друштво Нови Бездан
- Подручна школа Нови Бездан Основне школе Змајевац
- НК Радник, Нови Бездан (3. ЖНЛ Осијечко-барањска лига, Барањска лига 2008/09.)
- Удружење овчара „Јагњећи реп“ Нови Бездан
- Ембербал — мађарска забава са стогодишњом традицијом за ожењене односно брачне парове.

## Знаменотости и занимљивости
- Католичка црква Светог арканђела Михаела изграђена 1935. године. Нови Бездан је филијала жупе СВ. Ловре ђакона мученика Барањског Петровог села, Барањски деканат Ђаковачке и сремске бискупије.
- Становници Новог Бездана су Безданци а присвојни придев је бездански.
- Називи улица исписани су на мађарском и хрватском, али са фонетским облицима мађарских имена.

## Галерија
- Католичка црка Св. Михаела у Новом Бездану.
- Споменик погинулим у ратовима
- За Безданце погинуле у ратовима у 20. веку.
- Списак погинулих или убијених у Првом светском рату
- Списак погинулих или убијених у Другом светском рату
- Списак погинулих или убијених у рату 1991—97.